# Cecilia van York

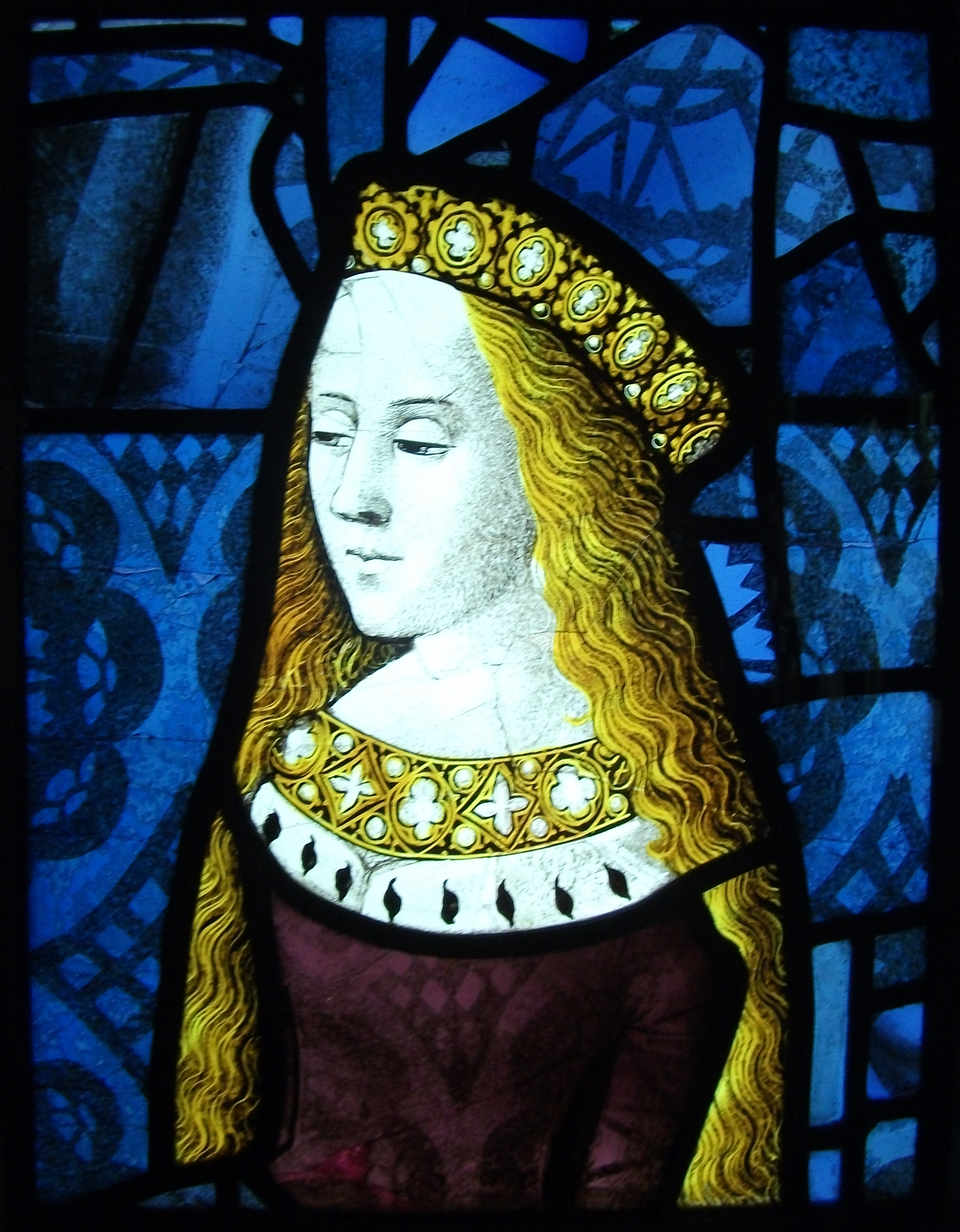
Glas-in-loodraam van Cecilia van York.

Cecilia van York (Londen, 20 maart 1469 - Sandown of Hatfield, 24 augustus 1507) was een Engelse prinses. Ze behoorde tot het huis York.

## Levensloop
Cecilia was een dochter van koning Eduard IV van Engeland uit diens huwelijk met Elizabeth Woodville, dochter van Richard Woodville, graaf Rivers.
In 1474 sloot haar vader een huwelijksverdrag met koning Jacobus III van Schotland, waarin Cecilia verloofd werd met de Schotse kroonprins Jacobus. Dit verdrag was in Schotland echter zeer impopulair en het kwam tot nieuwe militaire conflicten tussen Eduard IV en Jacobus III. In 1482 werd Cecilia als onderdeel van het Verdrag van Fotheringway verloofd met Alexander Stewart, hertog van Albany en een in ongenade gevallen broer van koning Jacobus III. Alexander had zijn aanspraken op de Schotse troon laten gelden en Eduard IV stuurde hem, samen met zijn broer, Richard van Gloucester met een leger naar Schotland. Richard heroverde de stad Berwick-upon-Tweed en sloot in Edinburgh een verdrag met kooplui die Cecilia's bruidsschat aan Jacobus III moesten terugbetalen. Eduard IV nam het geld aan en annuleerde de verloving van Cecilia met kroonprins Jacob. Alexander Stewart kwam in 1485 om het leven bij een steekspel, nog voor de bruiloft met Cecilia had plaatsgevonden. In 1480 werd ze samen met haar zus Maria als Lady of the Garter opgenomen in de Orde van de Kousenband.
Na de dood van haar vader in 1483 veranderde haar vooruitzichten op een huwelijk op drastische wijze. Zijn broer Richard van Gloucester liet zijn rechten op de troon gelden, hoewel Eduard met zijn zonen Eduard V en Richard twee mannelijke erfopvolgers had. Richard liet zijn neven opsluiten in de Tower of London, waar ze in mysterieuze omstandigheden verdwenen, en zorgde ervoor dat het huwelijk van Cecilia's ouders ongeldig werd verklaard, zodat haar broers als onwettig werden beschouwd en dus uitgesloten werden van troonsopvolging. In januari 1484 werd Richard III door het Parlement van Engeland erkend als koning. Cecilia zelf werd uitgehuwelijkt aan Ralph Scrope van Upsall (overleden in 1515), een bondgenoot van Richard III, maar na de troonsbestijging van koning Hendrik VII in 1485 werd dit huwelijk ontbonden.
Hendrik VII had aangekondigd dat hij de rivaliserende vorstenhuizen Lancaster en York wilde verzoenen door te huwen met een dochter van koning Eduard IV en op die manier de al jaren aanslepende Rozenoorlogen te beëindigen. Zijn keuze viel op Eduards oudste dochter Elizabeth, met wie hij in 1487 huwde. Cecilia zelf huwde eind 1487 met burggraaf John Welles (overleden in 1499), een Lancaster-getrouwe die langs moeders kant verwant was aan koning Hendrik VII. Het echtpaar kreeg twee dochters: Elizabeth en Anne, die beiden jong en ongehuwd stierven. Na de dood van John Welles in februari 1499 zou Cecilia erg gerouwd hebben om haar echtgenoot. Tijdens de beginjaren van de regering van Hendrik VII speelde Cecilia ook een dragende rol in meerdere koninklijke ceremonies. Ze hield haar neefje Arthur Tudor vast bij diens doopsel, begeleidde haar zus Elizabeth bij haar kroning als koningin en droeg de sleep van Catharina van Aragon toen zij in 1501 trouwde met prins Arthur.
Tussen mei 1502 en januari 1504 huwde ze een derde maal, dit keer met Sir Thomas Kyrne, een man van lagere rang. Het was een liefdeshuwelijk dat gezien de lagere stand van Kyrne zonder toestemming van de koning had plaatsgevonden. Bijgevolg werd Cecilia van het hof verbannen en verloor ze al haar landgoederen. Margaret Beaufort, de moeder van Hendrik VII, greep echter in en zorgde ervoor dat Cecilia enkele van haar bezittingen kon terugkrijgen. Deze konden evenwel niet geërfd worden door haar derde echtgenoot of hun kinderen Richard en Margery, die beiden hun jeugd overleefden, trouwden en kinderen kregen. Omdat ze geen koninklijke titels of posities aan het hof kregen, is echter weinig over hen bekend.
Na haar derde huwelijk leidde ze tot haar dood een rustig en bescheiden leven buiten het koninklijke hof, in East Standen op Isle of Wight. In 1507 stierf Cecilia op 38-jarige leeftijd, waarna ze volgens de kroniek van Edward Hall werd bijgezet in Quarr Abbey op Isle of Wight. Er bestaat echter ook een theorie die zegt dat Cecilia in Hatfield stierf en bijgezet werd in het klooster van Kings Langley.
- Library of Congress Control Number: n50072854
- Virtual International Authority File: 16017756
- WorldCat: E39PBJbWrKj7PW7rYvpbcK9v73